# Gewächshaus-Schirmling
|  | Dieser Artikel wurde aufgrund von formalen oder inhaltlichen Mängeln in der Qualitätssicherung Biologie im Abschnitt „Mykologie“ zur Verbesserung eingetragen. Dies geschieht, um die Qualität der Biologie-Artikel auf ein akzeptables Niveau zu bringen. Bitte hilf mit, diesen Artikel zu verbessern! Artikel, die nicht signifikant verbessert werden, können gegebenenfalls gelöscht werden. Lies dazu auch die näheren Informationen in den Mindestanforderungen an Biologie-Artikel. Begründung: Beleglage mangelhaft, einige Informationen zweifelhaft. |

Der Gewächshaus-Schirmling (Lepiota citrophylla), auch Gelbblättriger Schirmling oder Olivbrauner Schirmling, ist ein Vertreter der Schirmlingsartigen, der hochgiftig ist. Er enthält das Gift Amanitin, dass im Grünen Knollenblätterpilz, wie auch in einigen anderen tödlich giftigen Pilzen enthalten ist.

## Vorkommen
Der Gewächshaus-Schirmling kommt oft in Gewächshäusern und manchmal in Blumentöpfen vor. Er wächst gerne im Sandboden und bevorzugt warme Gebiete, weil er aus dem sehr viel wärmeren Sri Lanka eingeschleppt wurde und insofern in Europa gar nicht heimisch war.

## Merkmale
Der Hut ist anfangs halbkugelig, später etwas mehr ausgebreitet. Er hat einen Durchmesser von einem bis drei Zentimetern und hat leicht durchscheinende Schuppen. Die Hutfarbe ist ocker bis hellbraun. Im Alter wird der Hut gebuckelt und noch später kann er niedergedrückt sein. Das Fleisch ist im Stiel weiß und im Hut gelblich. Der Gewächshaus-Schirmling hat gegabelte Lamellen, dessen Schneiden oft gezahnt und immer leicht bewimpert sind. Im jungen Alter sind die Lamellen weiß, verfärben sich aber in zunehmendem Alter immer mehr dunkelgelb. Außerdem sind sie verbogen und frei. Am Stiel hat er braune Schuppen und einen faserig-flockigen Ring. Der Stiel ist 2 bis 5 Zentimeter lang und 2 bis 3 Millimeter breit. Sein Geschmack ist milde, während er aber säuerlich und leicht mehlig riecht. Seine Sporen sind weiß und 9 mal 4,5 µm groß. Der Gewächshaus-Schirmling ist mit dem Fleischrosa Schirmling, dem Fuchsigbraunen Schirmling, dem Gelben Faltenschirmling, dem Haselbraunen Schirmling, dem Kastanienbraunen Schirmling und dem Stinkschirmling zu verwechseln, die aber alle ebenfalls giftig oder tödlich giftig sind.

## Toxikologie
Amanitin ist ein tödlich wirkendes Pilzgift. Es ist hitzestabil, weswegen beim Kochen die Giftstoffe nicht herausgefiltert werden. Die Vergiftung des Gewächshaus-Schirmlings ist eine abgeschwächte Variante der Vergiftung des Grünen Knollenblätterpilzes: Die ersten Symptome, Erbrechen und Durchfall, treten schon nach 6 bis 12 Stunden auf. Nach einer kurzen Besserung tritt eine fatale Schädigung der Leber ein. Bei schwereren Vergiftungen treten auch Verwirrtheitszustände, Leberzerfall und Blutgerinnungsstörungen auf. Der Tod tritt meistens durch hepatische Enzephalopathie ein.